# الإمبراطور سويزي
الإمبراطور سويزي (باليابانية: 綏靖天皇 سويزي تينو) هو ثاني أباطرة اليابان في قائمة أباطرة اليابان. لا يوجد أي تواريخ محددة عن فترة حياته أو حكمه.

## اقرأ أيضا
- إمبراطور اليابان
- قائمة أباطرة اليابان